# Bessan
Bessan település Franciaországban, Hérault megyében. Lakosainak száma 5705 fő (2022. január 1.). Bessan Agde, Florensac, Montblanc, Saint-Thibéry és Vias községekkel határos.

## Népesség
A település népességének változása:
| Lakosok száma | 2972 | 2997 | 3356 | 4343 | 4703 | 4880 | 5069 | 5162 | 5365 | 5705 |
|               | 1968 | 1982 | 1990 | 2006 | 2013 | 2015 | 2017 | 2019 | 2020 | 2022 |